# Liurana xizangensis
Espèce
Synonymes
- Cornufer xizangensis Hu, 1977
- Ingerana xizangensis (Hu, 1977)
- Limnonectes xizangensis (Hu, 1977)

Statut de conservation UICN

 DD  : Données insuffisantes
Liurana xizangensis est une espèce d'amphibiens de la famille des Ceratobatrachidae.

## Répartition
Cette espèce est endémique du Tibet en Chine. Elle se rencontre dans le xian de Bomi entre 3 120 et 4 100 m d'altitude.

## Étymologie
Son nom d'espèce, composé de xizang et du suffixe latin -ensis, « qui vit dans, qui habite », lui a été donné en référence au lieu de sa découverte, le Xizang, autre nom donné à la Région autonome du Tibet.

## Publication originale
- Sichuan Institute of Biology Herpetology Department, 1977 : A survey of amphibians in Xizang (Tibet). Acta Zoologica Sinica, vol. 23, p. 54-63.